# 송 투 송
《송 투 송》(영어: Song to Song)은 2017년 3월에 개봉한 미국의 드라마, 뮤지컬 영화이다. 테런스 맬릭이 감독과 각본을 맡았다. 작업 당시에는 테런스 맬릭 프로젝트라는 이름으로 진행되었다가, 후에 웨이트리스(Weightless)로 영화명이 결정되었다. 하지만 얼마 후 현재의 영화명으로 다시 변경됐다.

## 출연
- 라이언 고슬링 - BV 역
- 루니 마라 - 페이 역
- 마이클 패스벤더 - 쿡 역
- 나탈리 포트만 - 론다 역
- 케이트 블란쳇 - 아만다 역
- 홀리 헌터 - 미란다 역
- 베레니스 말로에 - 조이 역
- 발 킬머 - 두에인 역
- 올리비아 그레이스 애플게이트 - 엠마 역
- 린다 에몬드 - BV의 엄마 역
- 톰 스터리지 - BV의 동생 역
- 칼리 헤르난데스 - 줄리 역
- 트래반트 로즈 - TR 역
- 플리 - 플리 역
- 패티 스미스 - 패티 스미스 역
- 리케 리 - 리케 역
- 루앤 스티븐스 - 갠 스머 역
- 브래디 콜먼 - 페이의 아빠 역
- 존 라이든 - 존 라이든 역
- 제이미 갤러거